# Передовое (Джанкойский район)
Передово́е (до 1948 года Тюп-Тарха́н; укр. Передове, крымскотат. Tüp Tarhan, Тюп Тархан) — исчезнувшее село в Джанкойском районе Республики Крым, располагавшееся на северо-востоке района, на берегу одного из заливов Сиваша на полуострове Тюп-Тархан, примерно в 7 км к северо-востоку от современного села Чайкино.

### Динамика численности населения
- 1805 год — 99 чел.[5]
- 1864 год — 26 чел.[6]
- 1915 год — 11/43 чел.[7][8]
- 1926 год — 59 чел.[9]

## История
Первоначально село фигурировало в роусскоязычных документах как Тарханлар.
Первое документальное упоминание встречается в Камеральном Описании Крыма… 1784 года, судя по которому, в последний период Крымского ханства Карханлар входил в Орта Чонгарский кадылык Карасубазарского каймаканства.
После присоединения Крыма к России (8) 19 апреля 1783 года, (8) 19 февраля 1784 года, именным указом Екатерины II сенату, на территории бывшего Крымского Ханства была образована Таврическая область и деревня была приписана к Перекопскому уезду. После Павловских реформ, с 1796 по 1802 год, входила в Перекопский уезд Новороссийской губернии. По новому административному делению, после создания 8 (20) октября 1802 года Таврической губернии, Тюп-Тархан был включён в состав Биюк-Тузакчинской волости Перекопского уезда.
По Ведомости о всех селениях в Перекопском уезде состоящих с показанием в которой волости сколько числом дворов и душ… от 21 октября 1805 года в деревне Тарханлар числился 21 двор, 96 крымских татар и 3 ясыров. На военно-топографической карте генерал-майора Мухина 1817 года деревня обозначена, как Тарканлар с 22 дворами. После реформы волостного деления 1829 года Таркан-лар, согласно «Ведомости о казённых волостях Таврической губернии 1829 года», остался в составе Тузакчинской волости. На карте 1836 года в деревне Тюп Тархан 22 дворов, как и на карте 1842 года.
В 1860-х годах, после земской реформы Александра II, деревню включили в состав Владиславской волости того же уезда. В «Списке населённых мест Таврической губернии по сведениям 1864 года», составленном по результатам VIII ревизии 1864 года, Тюп-Тархан — владельческая татарская деревня с 5 дворами, 26 жителями и мечетью при колодцах. На трёхверстовой карте Шуберта 1865—1876 года в деревне Тюп-Тархан отмечены 10 дворов. Согласно «Памятной книжке Таврической губернии за 1867 год», деревня Тюп-Тархан была покинута жителями в 1860—1864 годах, в результате эмиграции крымских татар, особенно массовой после Крымской войны 1853—1856 годов, в Турцию и оставалась в развалинах. и в доступных источниках второй половины XIX — начала XX века не встречается.
Возрождено поселение было крымскими немцами, Бартом и Кайзером, основавшими 2 хутора Тюп-Тархан, упоминающихся в Статистическом справочнике Таврической губернии 1915 года в Ак-Шеихской волости Перекопского уезда как 2 хутора Тюп-Тархан: немецкий (А. Кайзера) и татарский — Адиль Мурзы Карашайского и, также одноимённая экономия Барта. На хуторе Кайзера числился 1 двор, 6 человек приписных жителей и 38 — «посторонних», из которых 34 мужчины и 10 женщин, 500 десятин удобной земли, 4 лошади 2 коровы. На хуторе Адиль Мурзы Карашайского — 1 двор, 5 человек приписных и 5 «посторонних» — 7 мужчин и 3 женщины, 794 десятины удобной земли, 3 лошади, 2 коровы и 300 голов мелкого скота. В экономии Барта также 1 двор, 13 человек приписных жителей и 16 — «посторонних», (29 мужчин и 9 женщин), 300 десятин удобной земли. В хозяйствах имелось 32 лошади, 8 волов, 6 коров и 22 головы мелкого скота.
После установления в Крыму Советской власти, по постановлению Крымревкома от 8 января 1921 года № 206 «Об изменении административных границ» была упразднена волостная система и в составе Джанкойского уезда был создан Джанкойский район. В 1922 году уезды преобразовали в округа. 11 октября 1923 года, согласно постановлению ВЦИК, в административное деление Крымской АССР были внесены изменения, в результате которых округа были ликвидированы, основной административной единицей стал Джанкойский район и село включили в его состав. Согласно Списку населённых пунктов Крымской АССР по Всесоюзной переписи 17 декабря 1926 года, в селе Тюп-Тархан и Акчора, в составе упразднённого к 1940 году Акчоринского (татарского) сельсовета Джанкойского района, числилось 13 дворов, все крестьянские, население составляло 59 человек, из них 43 русских, 1 украинец и 15 белорусов.
В 1944 году, после освобождения Крыма от фашистов, 12 августа 1944 года было принято постановление № ГОКО-6372с «О переселении колхозников в районы Крыма» и в сентябре 1944 года в район приехали первые новоселы (27 семей) из Каменец-Подольской и Киевской областей, а в начале 1950-х годов последовала вторая волна переселенцев из различных областей Украины. С 25 июня 1946 года Тюп-Тарахан в составе Крымской области РСФСР. Указом Президиума Верховного Совета РСФСР от 18 мая 1948 года, Тюп-Тарахан, а также Тюки-Яквора и Кашгра-Баба (о происхождении этих сёл пока не известно ничего, название, та том же месте, встречается на километровой карте Генштаба Красной армии 1941 года — возможно, при переименовании произошло «наложение» названий одного населённого пункта на картах разных лет) объединилили и переименовали в Передовое. 26 апреля 1954 года Крымская область была передана из состава РСФСР в состав УССР. Время включения в Заречненский сельсовет пока не установлено: на 15 июня 1960 года село уже числилось в его составе. Ликвидировано к 1968 году (согласно справочнику «Крымская область. Административно-территориальное деление на 1 января 1968 года» — в период с 1954 по 1968 годы).